# Antônio Ferreira
Antoninho, właśc. Antőnio Ferreira (ur. 13 czerwca 1923 w Rio de Janeiro, zm. 10 lutego 1999 w Niterói) – brazylijski trener piłkarski.

## Kariera trenerska
Najbardziej znanym klubem jaki prowadził Antoninho to Fluminense Rio de Janeiro w 1963 roku.
W 1963 roku Antoninho doprowadził Olimpijską Reprezentację Brazylii do wygranej w Igrzyskach Panamerykańskich. W 1968 i 1971 roku awansował z reprezentacją olimpijską na Igrzyska Olimpijskie. W 1972 roku poprowadził Brazylię w Igrzyskach Olimpijskich w Monachium. Na turnieju w RFN reprezentacja Brazylii przegrała 2-3 z Danią i Iranem 0-1 oraz zremisowała z Węgrami 2-2. Antoninho prowadził jeszcze pierwszoligowe Figueirense FC w 1973, Botafogo Ribeirão Pretow 1978, Sport Recife w 1979 oraz Ferroviário Fortaleza w 1984 roku.